# Djimrangar Dadnadji
Joseph Djimrangar Dadnadji (ur. 1 stycznia 1954 w Bébopen, zm. 31 grudnia 2019 w Ndżamenie) – czadyjski polityk, minister w latach 2002–2004 oraz 2010–2011. Premier Czadu od 21 stycznia 2013 do 21 listopada 2013.

## Życiorys
Djimrangar Dadnadji urodził się w 1954 w Bébopen w regionie Mandoul, gdzie w latach 1959–1966 uczęszczał do szkoły podstawowej. W latach 1966–1970 kształcił się w Collège d’Enseignement Général w Koumrze, a następnie w stołecznych szkołach w Forcie Lamy (ob. Ndżamena): Ecole Normale Supérieure d’Afrique Centrale (1970–1971) oraz w Ecole Normale d’Administration (1971–1973). Od 1973 do 1975 studiował równocześnie na Uniwersytecie Ndżameńskim, na którym ukończył Instytut Nauk Prawnych, Ekonomicznych i Zarządzania oraz w Ecole Nationale d’Administration. W latach 1984–1987 studiował na Wydziale Prawa i Nauk Społecznych Université de Poitiers we Francji, gdzie w 1976 zdobył dyplom magistra, a w 1987 dyplom studiów podyplomowych DEA (Diplôme d'études approfondies). W latach 1998–2002 był wykładowcą prawa i nauk administracyjnych na Uniwersytecie Ndżameńskim oraz w Ecole Nationale d’Administration.
W 1975 rozpoczął pracę w administracji publicznej, początkowo w latach 1976–1977 w Ministerstwie Spraw Wewnętrznych i Bezpieczeństwa. Od 1977 do 1979 pracował w administracji regionalnej w prefekturze Tandjilé, a w latach 1979–1982 był sekretarzem generalnym w radzie miejskiej Koumry. Od 1982 do 1983 ponownie był urzędnikiem w Ministerstwie Spraw Wewnętrznych i Bezpieczeństwa, a także w Ministerstwie Szkolnictwa Wyższego. W latach 1988–1991 oraz 1993–1996 pracował jako dyrektor i koordynator w Ministerstwie Edukacji Narodowej. Od października 1996 do czerwca 2002 pełnił w nim funkcję dyrektora generalnego.
Od czerwca 2002 do czerwca 2003 pełnił urząd ministra planowania, rozwoju i współpracy w rządzie premiera Harouna Kabadiego, a następnie od czerwca 2003 do lipca 2004 ministra środowiska i zasobów wodnych w rządzie Moussy Fakiego. Od października 2004 do sierpnia 2005 był doradcą prezydenta Idrissa Déby'ego ds. prawnych, administracyjnych i praw człowieka. Następnie zajmował w jego kancelarii stanowiska sekretarza generalnego Prezydencji Republiki (od sierpnia 2005 do maja 2008), dyrektora gabinetu cywilnego (od maja 2008 do listopada 2009) oraz ponownie sekretarza generalnego Prezydencji Republiki (od listopada 2009 do marca 2010). Jako wieloletni członek Patriotycznego Ruchu Ocalenia (MPS), w 2003 wszedł w skład Rady Narodowej i Biura Politycznej tej partii.
Od marca 2010 do sierpnia 2011 pełnił funkcję ministra zarządzania terytorialnego, urbanizacji i mieszkalnictwa w gabinecie Emmanuela Nadingara. Od września 2012 do stycznia 2013 po raz drugi był dyrektorem gabinetu cywilnego prezydenta.
21 stycznia 2013, po ogłoszonej w radiu dymisji premiera Nadingara, został mianowany nowym szefem rządu przez prezydenta Déby'ego. 26 stycznia 2013 sformował gabinet. 21 listopada 2013 zrezygnował ze stanowiska. Jego następcą został mianowany przez prezydenta Idrisa Deby'ego, Kalzeubet Pahimi Deubet.
Djimrangar Dadnadji jest żonaty, ma piętnaścioro dzieci. Został odznaczony czadyjskim orderem Ordre National du Tchad oraz francuskim Orderem Palm Akademickich.